# Piano Tiles 2
Piano Tiles 2 é um jogo arcade de música, criado por Hu Wen Zeng. Foi publicado pelo departamento de entretenimento da Cheetah Mobile. O objetivo principal do jogo é tocar as teclas pretas sem errar.

## Recepção
Piano Tiles 2 têm sido bem recepcionado e avaliado em todas as plataformas, especialmente no Google Play, tendo uma média de avaliação de 4,7 por um longo período. De acordo com App Annie, o jogo foi o aplicativo mais baixado em 151 países. Em 2016, o jogo foi agraciado com o prêmio de melhor jogo de 2015 pelo Google Play. Pocketgamer complimented Piano Tiles 2 in its article that “bringing the piano-playing sensation to the next level”. Apesar disso, alguns criticam o aplicativo por possuir apenas um modo de jogo.

## Soundtrack
As músicas em Piano Tiles 2 consistem majoritariamente de músicas clássicas e músicas populares. Exemplos incluem Canon e Korobeiniki. As músicas podem ser destravadas por aumento de nível ou compra com moedas e diamantes do próprio jogo. Algumas músicas incluem Jingle Bells; e músicas notáveis de Frédéric Chopin, como Nocturne Op. 9 No. 2 e Waltz in A minor; Six Moments Musicaux de Franz Schubert; e Eine Kleine Nachtmusik de Mozart.